# Region Centralno-Wschodni
Region Centralno-Wschodni (fr. Region Centre-Est) – jeden z 13 regionów w Burkinie Faso, znajdujący się w południowej części kraju.
W skład regionu wchodzą 3 prowincje:
- Boulgou
- Koulpélogo
- Kouritenga